# Priesterpforte

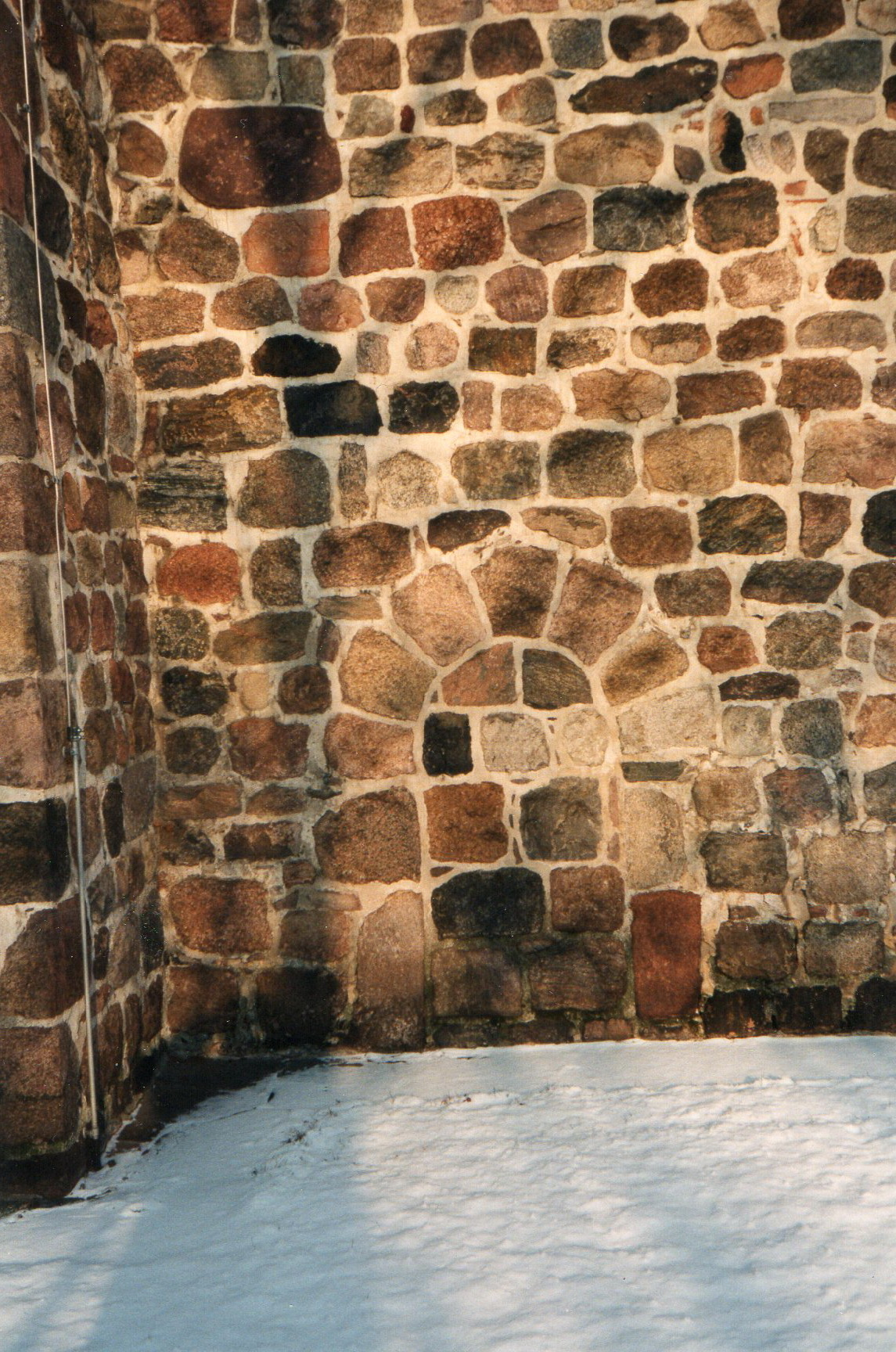
Zugesetzte rundbogige Priesterpforte an der Dorfkirche (Berlin-)Lankwitz. Sie sitzt in der Südwand des eingezogenen Chors; am linken Bildrand ist die Kante des Langhauses zu erkennen.

Die Priesterpforte ist ein Zugang für die Geistlichkeit von außen zum Altarraum der Kirche. Diese Pforte ist nur für die Geistlichkeit bestimmt und daher schmaler als die üblichen Eintrittsportale für die Gemeinde.
Bis in die Neuzeit trennt die Chorschranke beziehungsweise der Lettner (orthodox die Ikonostase) den Raum der Kirchengemeinde von dem dem Klerus vorbehaltenen Presbyterium, und die Priesterschaft schreitet nur bei Prozessionen durch die Reihen der Gläubigen, daher benötigt es einen separaten Eingang.
Die Priesterpforte tritt vor allem an Dorfkirchen auf, und zwar zu einem Zeitpunkt, als die Dorfkirchen in der Regel noch nicht über Sakristeien verfügten, also bis etwa 1350 (Ende der Hochgotik). Von da an gibt es als bauliche Neuigkeit Sakristeien, weil ein Aufbewahrungsraum für die inzwischen reichere Ausstattung der Kirche (Abendmahlsgeräte, liturgische Gewänder usw.) gebraucht wurde. Diese Sakristeien als zusätzlicher Raum (seitlicher Anbau an den Altarraum) verdeckten die Priesterpforten. Die Geistlichkeit betrat von nun an von außen kommend zunächst die Sakristei und erst von dort aus den Altarraum. Da die Priesterpforten von außen nicht mehr sichtbar waren, wurden sie von nun an schlichter gestaltet.

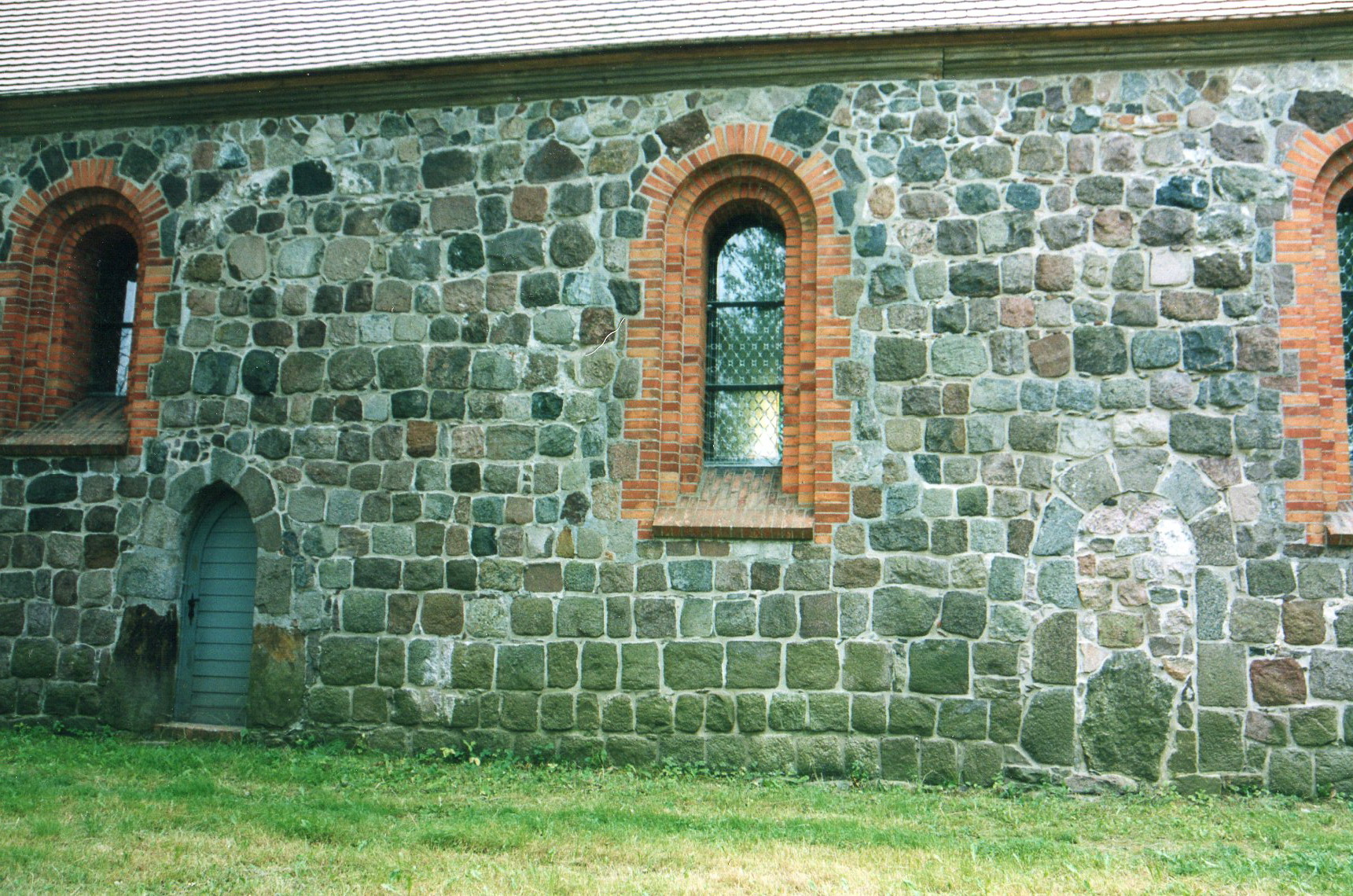
Langhaus-Nordwand der Dorfkirche Frankenfelde (Wriezen) mit spitzbogiger Priesterpforte (links) und rundbogigem Gemeindeportal (rechts, zugesetzt).

Als Altarraum diente an den Dorfkirchen bis 1350 der eingezogene Chor (Chorquadratkirche), so dass sich also die Priesterpforte in der Längswand des eingezogenen Chors befand. Bei einer detaillierten Untersuchung der Dorfkirchen auf dem Barnim zeigte sich, dass mindestens zwei Drittel der eingezogenen Chöre über Priesterpforten verfügten (der Rest war wegen baulicher Umgestaltungen unklar). Die Zahl der Priesterpforten auf der Südseite des eingezogenen Chores war doppelt so hoch wie die auf der Nordseite. Einige wenige Kirchen besaßen Priesterpforten sowohl auf der Süd- als auch auf der Nordseite. Die deutliche Mehrheit der Pforten verfügte über Rundbögen, was auf die Altertümlichkeit dieser Zugänge für Geistliche hinweist.
An der Dorfkirche von Frankenfelde auf dem Barnim trifft man auf den seltenen Fall, dass eine Priesterpforte auch an einem schlichten Saal (also ohne eingezogenen Chor) auftritt, und zwar an dessen östlichem Ende. Sie liegt auf der Nordwand des Langhauses, wo auch in der westlichen Hälfte des Saals das Eingangsportal für die Gemeinde liegt.